# CSK WWS Samara (hokej na lodzie)
CSK WWS Samara (ros. ЦСК ВВС Самара) – rosyjski klub hokeja na lodzie z siedzibą w Samarze.

## Historia
Dotychczasowe nazwy
- Majak Kujbyszew (1950–1991)
- CSK WWS Majak Samara (1991–1992)
- CSK WWS Samara (1992–)

Od sezonu 2010/2011 klub występuje w trzeciej rosyjskiej klasie rozgrywkowej, Pierwaja Liga - następnie od 2011 pod nazwą Rosyjska Hokejowa Liga (RHL). W 2015 drużyna została wicemistrzem RHL. Od 2015 w przemianowanej lidze WHL-B. 2017 CSK WWS został przyjęty do rozgrywek WHL edycji 2017/2018. W edycji WHL 2021/2022 drużyna zajęła ostatnie miejsce, a po sezonie została usunięta z rozgrywek i przeniesiona do WHL-B. Tam w edycji 2022/2023 drużyna zdobyła mistrzostwo rozgrywek. 
W maju 2023 ogłoszono, że rozgrywki przestały istnieć. Przed edycją WHL 2023/2024 ponownie przyjęta do WHL.

## Sukcesy
- Złoty medal wyższej ligi: 1961 jako SKWO Kujbyszew, 1993, 1994 jako CSK WWS Samara
- Srebrny medal RHL: 2015
- Złoty medal WHL-B /  Puchar Federacji: 2023